# Пазиняк Василь Степанович
Василь Степанович Пазиняк (нар. 26 березня 1966, с. Завадів, Львівської області;) — народний депутат України VII скликання, член ВО «Батьківщина».

## Освіта
1994 р. — Львівський медичний інститут, педіатричний факультет
2001 р. — Львівський медичний інститут, аспірантура

## Трудова діяльність
З 2001 р. — асистент кафедри дитячої хірургії у Львівському національному медичному університеті імені Данила Галицького

## Політична діяльність

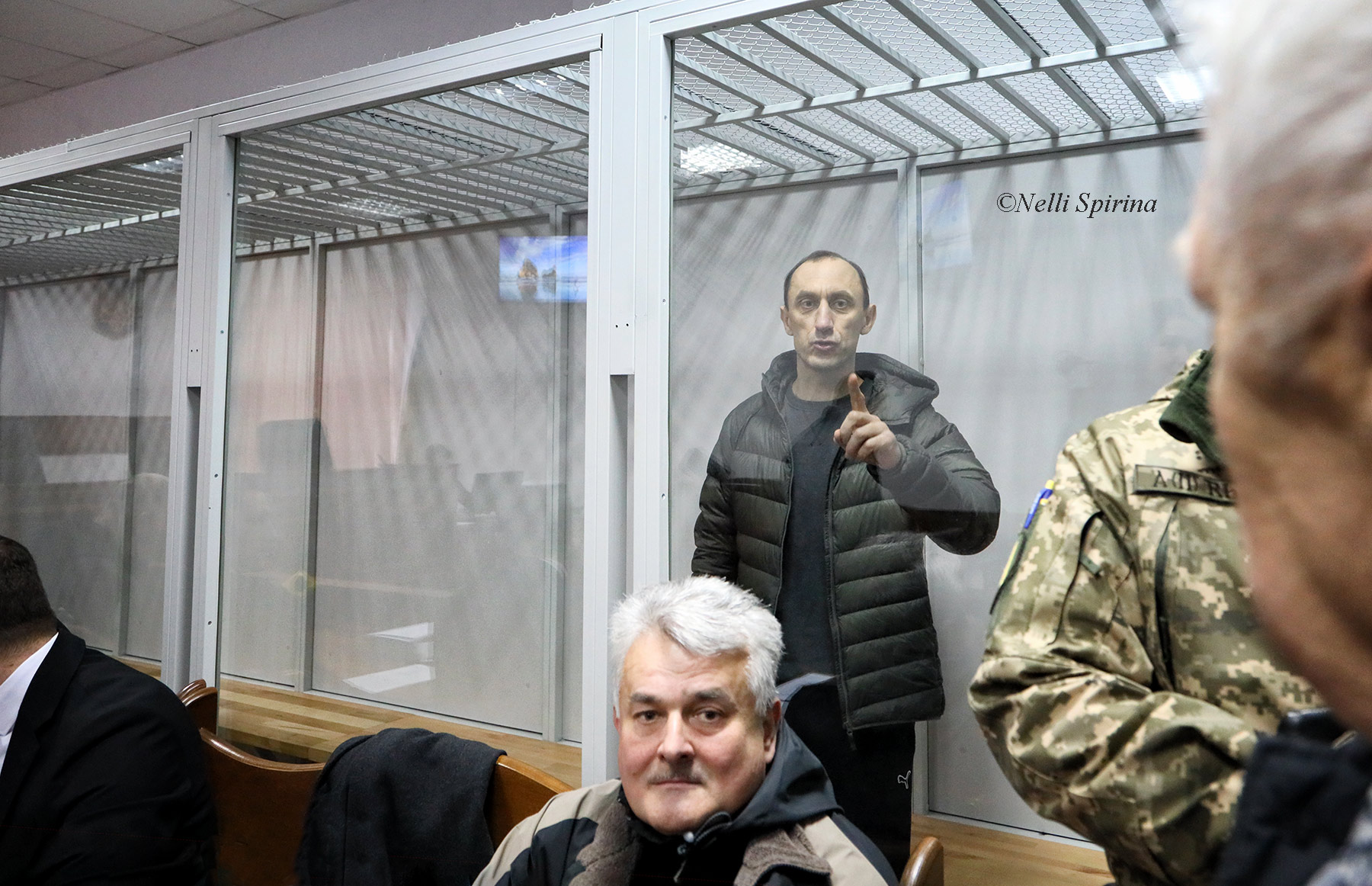
Василь Пазиняк на судовому засіданні у Шевченківському суді м. Києва 13.12.2023 року підтримує полковника Червінського

Обирався депутатом Львівської обласної ради VI скликання.
На парламентських виборах 2012 р. був обраний народним депутатом України від Всеукраїнського об'єднання «Батьківщина» по одномандатному мажоритарному виборчому округу № 122. За результатами голосування здобув перемогу набравши 55,86 % голосів виборців.
Голова підкомітету з питань законодавчого забезпечення охорони громадського здоров'я, санітарного та епідемічного добробуту населення Комітету з питань охорони здоров'я.

## Сім'я
Неодружений.